# Partito Comunista della Georgia
Il Partito Comunista della Georgia (in georgiano: საქართველოს კომუნისტური პარტია, in russo Коммунистическая партия Грузии?, Kommunističeskaja partija Gruzii) è stato un partito politico georgiano, fondato nel 1920 con la denominazione di Partito Comunista (bolscevico) di Georgia. Dopo la fondazione dell'URSS ha costituito una sezione del Partito Comunista dell'Unione Sovietica, dapprima legato al Comitato transcaucasico del Partito Comunista Russo e poi, dal 1937, con la nascita della RSS Georgiana, come sezione repubblicana. Nel dicembre 1990 è stato riorganizzato in Partito Comunista Indipendente di Georgia ed è fuoriuscito dal PCUS, mentre l'anno successivo la sua attività è stata proibita per decreto del Presidente della Georgia.
Il discendente politico della formazione è l'attuale Partito Comunista Unificato di Georgia, fondato nel 1994.

## Cronologia dei Primi segretari
- Mamija Orachelašvili (febbraio 1922 - aprile 1922)
- Michail Okužava (aprile - 22 ottobre 1922)
- Vissarion Lominadze (25 ottobre 1922 - agosto 1924)
- Michail Kachiani (agosto 1924 - maggio 1930)
- Levan Gogoberidze (maggio - 19 novembre 1930)
- Samson Mamulija (20 novembre 1930 - 11 settembre 1931)
- Lavrentij Kartvelišvili (11 settembre - 14 novembre 1931)
- Lavrentij Berija (14 novembre 1931 -  31 agosto 1938)
- Kandid Čarkviani (31 agosto 1938 - 2 aprile 1952)
- Akakij Mkeladze (2 aprile 1952 - 14 aprile 1953)
- Aleksandr Mircchulava (14 aprile - 19 settembre 1953)
- Vasilij Mžavanadze (20 settembre 1953 - 29 settembre 1972)
- Ėduard Ševardnadze (29 settembre 1972 - 6 luglio 1985)
- Džumber Patiašvili (6 luglio 1985 - 14 aprile 1989)
- Givi Gumbaridze (14 aprile 1989 - 7 dicembre 1990)
- Avtandil Margiani (7 dicembre 1990 - 19 febbraio 1991)
- Džemal Mikeladze (20 febbraio - 26 agosto 1991)[2]